# Demografia Rumunii

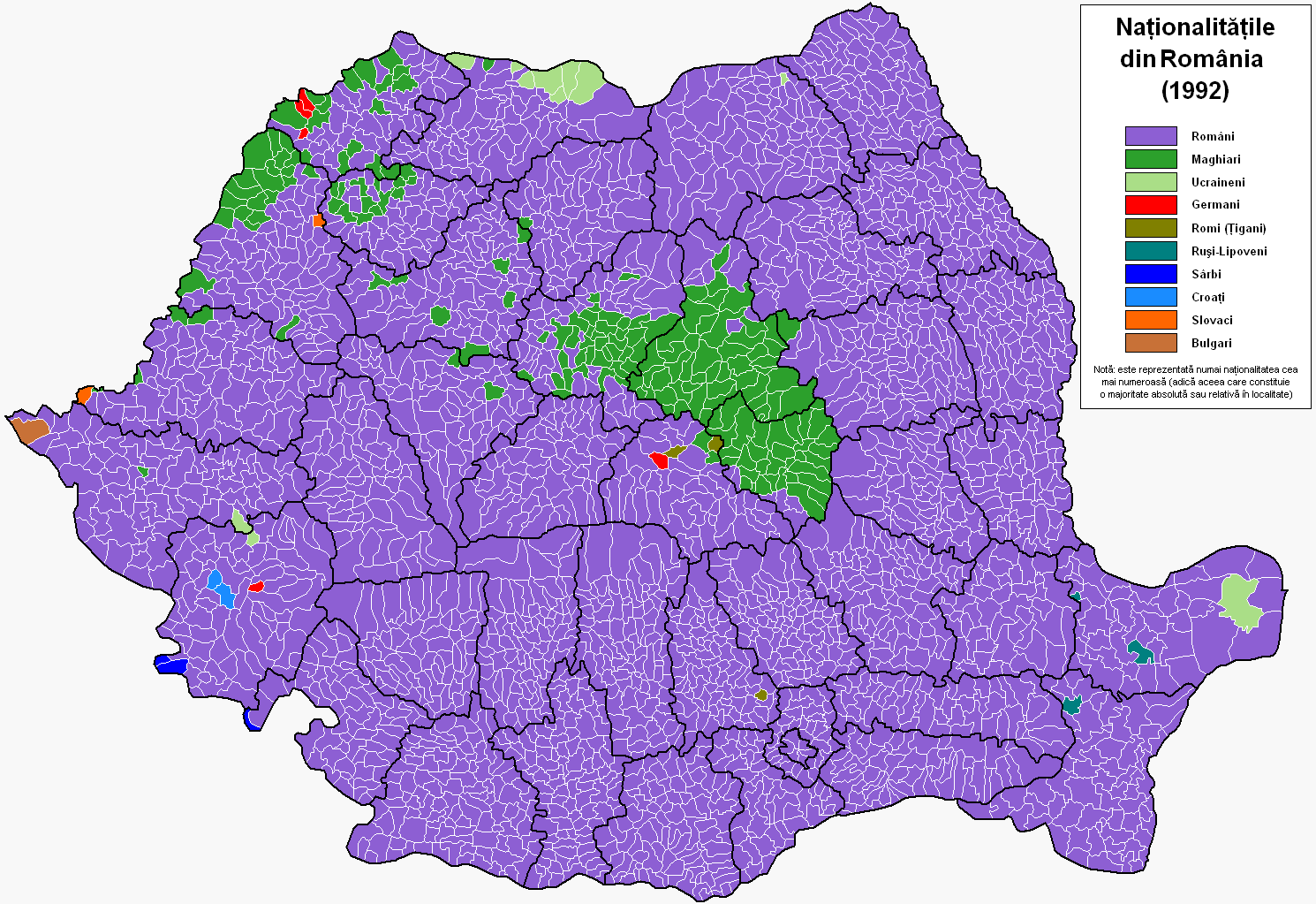
Mapa ilustrująca skład etniczny Rumunii

Rumunia jest dość zaludnionym państwem Europy biorąc pod uwagę jej powierzchnię oraz duży udział terenów, które trudno jest zasiedlić. Kraj wyróżnia się w Europie zróżnicowaną strukturą etniczną co wynika z jego burzliwej historii.

## Statystyka
- Liczba ludności: 19,053,815 (2022)[1]
- Gęstość zaludnienia: 91 os/km²
- Struktura wiekowa: 0-14 lat: 16,9%; 15-64 lat: 69%; 65 lat i więcej: 14% (2003)
- Przyrost naturalny: -0,21% (2003)
- Średnia życia całej populacji: 74,92 lat (2015)
- Średnia życia kobiet: 78,59 lat (2015)
- Średnia życia mężczyzn: 71,46 lat (2015)
- Analfabetyzm: 1,6% (2003)

### Przyrost ludności

Wskaźniki urodzeń i zgonów w latach 1950–2008. Najbardziej rzucającą się w oczy cechą tych wykresów jest ogromny wzrost wskaźnika urodzeń w 1967 roku

Źródła różnią się szacunkami liczby ludności w historii Rumunii. National Institute for Research and Development in Informatics (NIRDI) podaje następujące liczby:

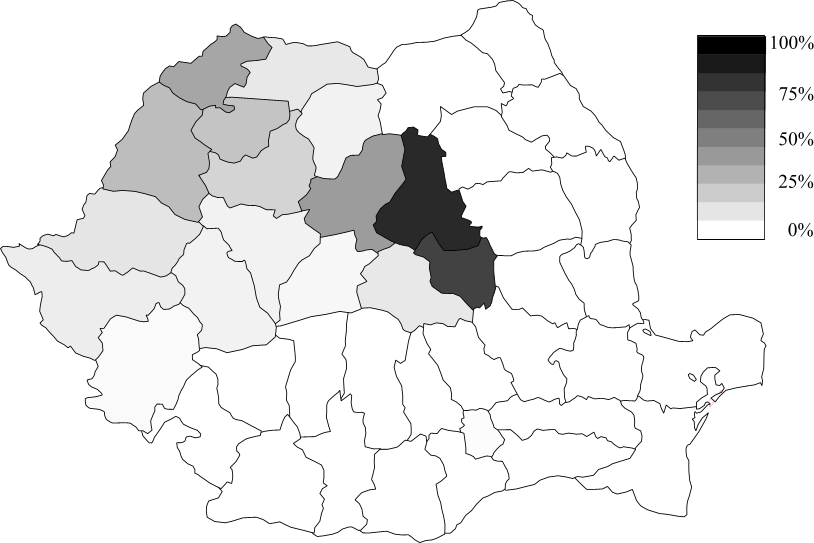
Węgrzy w Rumunii

## Skład etniczny
Struktura etniczna ludności Rumunii według wyników spisu powszechnego z 2002 roku
1. Rumuni – 89,7%
2. Węgrzy – 6,6% (w tym Seklerzy)
3. Romowie – 2,3%
4. Ukraińcy – 0,3%
5. Niemcy – 0,3%
6. Rosjanie (Staroobrzędowcy) – 0,2%
7. Turcy – 0,2%
8. Inne – 0,4%

Dane dotyczące liczebności mniejszości narodowych mogą być mocno zaniżone.

## Struktura ludności
Rumuni są narodem wschodnioromańskim. Większość Rumunów mieszka w Rumunii, ale duże mniejszości rumuńskie posiadają m.in. Hiszpania i USA.
Całkowita liczebność tego narodu wynosi 21,5 mln, z czego około 19 mln w Rumunii.
Czasem do Rumunów zalicza się też Mołdawian co powoduje podawaną zawyżoną liczbę Rumunów. Nazwa Rumuni oznacza "obywatele Rzymu". Kiedyś zamiast słowa Rumuni używano określeń Wołochowie lub Dakowie, a sama Rumunia nazywana była Wołoszczyzną. Dominującą religią w tym narodzie jest tradycyjne prawosławie, a stosunkowo dużo wyznawców mają też katolicyzm i grekokatolicyzm.
Najliczniejszą mniejszość narodową w Rumunii stanowią Węgrzy. Seklerzy zamieszkują głównie tereny okręgów Harghita, Covasna, Marusza, gdzie jest ich więcej niż Rumunów. Większość Seklerów jest wyznania katolickiego i kalwińskiego.
Następnym narodem żyjącym na terenie Siedmiogrodu są niemieckojęzyczni Sasi siedmiogrodzcy. Obecnie, w związku z masową emigracją do Niemiec, liczba Sasów w Rumunii jest zdecydowanie mniejsza niż po II wojnie światowej.
Innym narodem żyjącym licznie w Rumunii są Romowie. Oficjalnie na terenie Rumunii mieszka ok. 500 tys. Romów, lecz najprawdopodobniej zamieszkuje ich tam dużo więcej, nawet do 2,5 miliona. Romowie są narodem pochodzącym z północno-zachodnich Indii. Obszar ten opuścili w X wieku n.e. Z powodu późnego opuszczenia Azji Romowie nie znaleźli w Europie kraju do zasiedlenia, więc stali się ludem koczowniczym. Na terenie Rumunii Romowie nie byli dobrze traktowani, a nawet byli sprowadzani do roli niewolników. Wołoski kodeks karny z 1811 roku stwierdzał, że każdy Cygan rodzi się niewolnikiem. Dopiero w połowie XIX w. niewolnictwo zostało stopniowo zniesione najpierw na Wołoszczyźnie, a później w całej Rumunii. Podczas II wojny światowej miała miejsce masowa eksterminacja Romów. Szacuje się, że liczba zamordowanych wynosiła od 200 tysięcy do 2 milionów.
W rumuńskiej Bukowinie znajdują się skupiska Polaków. Zgodnie z rumuńskim ustawodawstwem, miejscowości, w których mniejszości stanowią co najmniej 20% populacji mają obok nazwy rumuńskiej również nazwę w języku mniejszości ustaloną urzędowo. Na Bukowinie 8 miejscowości zamieszkanych przez mniejszość polską spełnia ten warunek. Zatem oficjalnie 8 miejscowości w Rumunii ma polskie nazwy.
Innymi mniejszościami narodowymi stosunkowo licznie zamieszkującymi Rumunię są: Turcy, Ukraińcy i Rosjanie.